# Crocidura paradoxura
Crocidura paradoxura — вид ссавців родини Soricidae. Це ендемік Індонезії. Інформації про цей вид мало. Імовірно, він зустрічається в гірських лісах, але невідомо, чи зможе він пристосуватися до антропогенних середовищ існування.